# Манастир Самоград
Манастир Самоград се налази у селу Пријелози, у близини Бијелог Поља, у Црној Гори. Припада Епархији будимљанско-никшићкој Српске православне цркве.

## Предање и прошлост
Самоград датира из раног хришћанског периода (IV - VI век нове ере). То је јединствен манастирски простор на којем се налазе остаци зидина двије цркве, од којих је једна из ранохришћанског периода, а друга саборног типа, очигледно моравског стила из периода Немањића.
Манастирски простор обухвата 1,2 хектара, терасастог облика у три нивоа, а окружен је са седам стијена (кликова) који се уздижу у висину од 40 до 80 метара, правилно распоређених у круг. Видни су остаци бедема између кликова. У неким документима се још назива седмоклики град или камен-град. Помиње се податак да је Самоград био јак духовни културни и економски центар све до најезде Османлија када је по неким подацима похаран и спаљен 1452—1454. године.
Манастир Самоград је посвећен Св. Великомученику и исцјелитељу Пантелејмону.